# 段鏻
段 鏻（だん りん、生没年不詳）は、清代の人物。

## 生涯
雲南省臨安府建水県の出身。光緒9年5月4日（1883年6月8日）、殿試を受けて三甲進士に登った。同月、吏部から籤引きで各省に分配されることとなり、知県に即起用された。